# Angelo Tasca
Pour les articles homonymes, voir Tasca, André Leroux et Leroux.
Angelo Tasca, alias Amilcare Rossi, alias André Leroux, né le 19 novembre 1892 à Moretta, dans la province de Coni, au Piémont, et mort le 3 mars 1960 à Châtillon (Hauts-de-Seine), est un journaliste membre du Parti communiste italien, puis de la SFIO et du Parti socialiste italien.
Il a publié des ouvrages sous le pseudonyme d'Amilcare Rossi. 

## Biographie
Fils d'un ouvrier métallurgiste, Angelo Tasca fait de solides études universitaires. Militant syndicaliste et socialiste, il se fait vite un nom comme dirigeant de la Jeunesse socialiste piémontaise, en soutenant les grèves des ouvriers de Fiat et des ouvrières des rizières.
En 1920, Angelo Tasca devient secrétaire général de l'Alliance coopérative de Turin, une des plus grandes coopératives européennes de production agricole. Il est élu la même année secrétaire politique de la Bourse du travail. Proche de Gramsci, il est un des fondateurs du Parti communiste italien. En juillet 1920, se produit la rupture entre Gramsci et Tasca.
En octobre 1922, il participe à la délégation du Parti communiste italien au IVe Congrès de l'Internationale communiste à Moscou, qui a lieu pendant la Marche sur Rome de Mussolini. En 1923 et 1926, Angelo Tasca est arrêté et mis en prison. À l'automne 1928, il est nommé représentant de l'Italie au Komintern. Il réside à Moscou et a la charge des partis communistes des pays latins (Italie, France, Belgique, Espagne et Amérique du Sud).
Proche de Boukharine, Tasca s'oppose à Staline sur la question du social-fascisme: il est d'avis que loin d'être l'ultime étape avant la destruction du capitalisme, le fascisme sert à renforcer ce dernier. 
Au printemps 1929, il est exclu du parti et de l'internationale communiste, sur ordre de Moscou, par la direction clandestine du PCI.
C'est donc en 1929 qu'il se réfugie en France, et entre à la rédaction du journal Monde, l'hebdomadaire d'Henri Barbusse. Se présentant, à lui, comme un « vieux socialiste », démocrate et humaniste, Barbusse le met en contact avec la plupart des intellectuels de la gauche française. En 1934, il adhère à la SFIO en même temps qu'au Parti socialiste italien. il rejoint le journal Le Populaire, quotidien de la SFIO, où Léon Blum lui confie la rubrique internationale. Il signe ses articles sous le nom d'emprunt André Leroux et acquiert vite une autorité incontestée dans le milieu des journalistes de la politique étrangère. Au sein de la SFIO, il occupe une position originale : à la fois anti-communiste et antifasciste, il s'oppose aux pacifistes. Il obtient la nationalité française grâce à l'intervention du germaniste socialiste Pierre Viénot. Tasca prend la direction du Parti socialiste italien, dont beaucoup de dirigeants se sont réfugiés en France. Avec Modigliani, Buozzi et Favarelli, il fonde la tendance hostile à toute alliance avec les communistes. Durant la période du Front populaire il prend parti pour le POUM espagnol contre le PC.
Le pacte germano-soviétique ne le surprend pas. Il revient au Populaire à la demande de Blum tout en continuant, avec Saragat et Morgari, à faire partie du triumvirat qui dirige le parti après la démission de Nenni. Replié à Bordeaux, Tasca refuse de gagner l'Afrique du Nord à bord du Massilia. Il suit le gouvernement à Vichy et adhère à la Révolution nationale. Il participe au lancement de L'Effort, journal des socialistes ralliés à Vichy. Il occupe des fonctions officielles à Vichy au Ministère de l'Information, sous l'autorité de Paul Marion. Il se lie alors à l'écrivain Armand Petitjean qui adoptera la même ligne politique à la fin de la guerre.
Après la guerre, il collabore avec Georges Albertini à la revue Est et Ouest et participe par nombre de ses analyses à la lutte anti-communiste à l'époque de la Guerre froide. À cette époque, il publie également une série d'ouvrages bien documentés sur le parti communiste français: La physiologie du Parti communiste français, La guerre des papillons - quatre ans de politique communiste 1940-1944, Deux ans d'alliance germano-soviétique, Autopsie du stalinisme, Les communistes français pendant la drôle de guerre.
En 1946, il épouse Liliane Chomette, divorcée de Ramon Fernandez. Il est le père de Catherine Tasca, issue d'un autre lit.

## Archives d'Angelo Tasca
Tout au long des années 1941-44, Angelo Tasca a écrit un journal. À la fin des années 1950, Il le dépose à la fondation Feltrinelli de Milan, avec des notes et des articles. L'ensemble a été édité en 1986 sous la direction de Denis Peschanski. Cet ouvrage de 749 pages, avec des introductions historiographiques, apporte un éclairage sur un certain nombre de personnalités issues de la Gauche et évoluant dans l'orbite de Vichy pendant les années d'occupation: Paul Marion, Charles Spinasse, Henri Moysset, Georges Albertini, Armand Petitjean.
- Collection Angelo Tasca, L'état d'esprit de la population et la propagande communiste, 31 mai 1941.
- Collection Angelo Tasca, Rapport mensuel de juin 1941.
- Collection Angelo Tasca, Rapport moral du mois d'octobre 1942.
- Angelo Tasca (sous la direction de Denis Peschanski), Vichy 1940-1944 : archives de guerre d'Angelo Tasca, Paris / Milan, CNRS Éditions / Fondazione Giangiacomo Feltrinelli, 1986, XXII-749 p. (ISBN 978-2-222-03843-6, présentation en ligne).
- Angelo Tasca (sous la direction de David Bidussa et Denis Peschanski), La France de Vichy : archives inédits d'Angelo Tasca, Milan, Fondazione Giangiacomo Feltrinelli, coll. « Annali della Fondazione Giangiacomo Feltrinelli » (no 31), 1996, XVII-469 p. (ISBN 978-88-07-99052-6, BNF 41001933, présentation en ligne).

## Filmographie
- Hôtel du Parc. Fiction documentaire française en deux parties de Pierre Beuchot (1991). Scénario : P. Beuchot, Daniel Lindenberg et Jérôme Prieur. Conseiller historique : Denis Peschanski. Marylène Dagouat.